# Barre de céréales

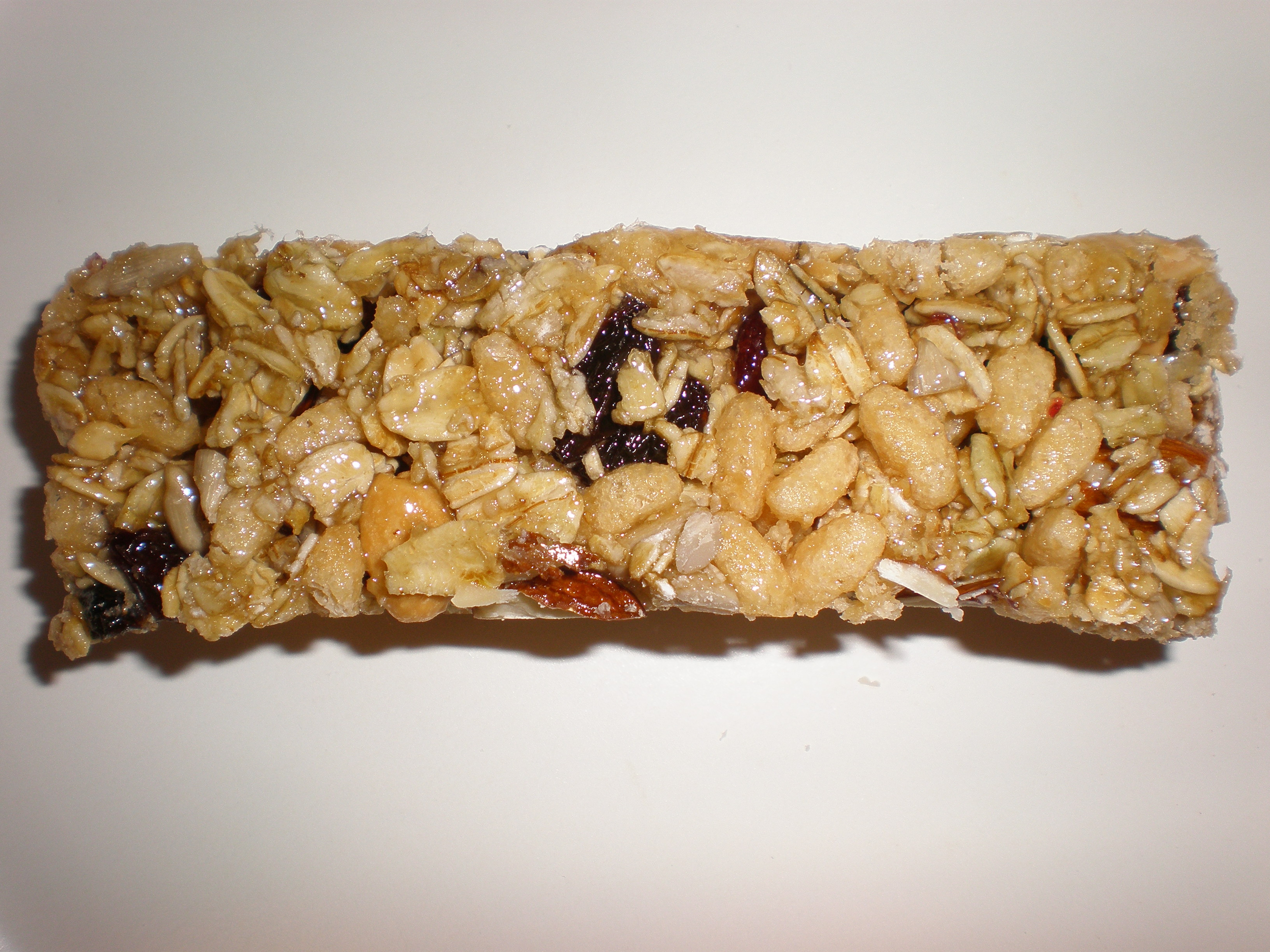
Une barre de céréales.

Une barre de céréales, barre céréalée, barre céréalière ou encore barre tendre (au Québec) est un biscuit généralement composé d'avoine, noisettes, miel et autres.